# Laura di Chabanais
Laura di Chabanais, Laura anche in spagnolo e catalano, Laure in francese e occitano (verso la metà del secolo XIII – agosto 1316), fu contessa di Bigorre, dal 1283 al 1292 e viscontessa consorte di Turenna, dal 1283 al 1285.

## Origine
Secondo il Procès pour la possession du comté de Bigorre (1254-1503), Laura di Chabanais era figlia del signore di Chabanais, Giordano di Chabanais e dell'erede della contea di Bigorre e della viscontea di Marsan, Alice di Montfort, che, secondo la La Vasconie. Tables Généalogiques, era la figlia primogenita del conte di Bigorre, Guido di Montfort e della viscontessa di Marsan e contessa di Bigorre, Petronilla, che ancora secondo la La Vasconie. Tables Généalogiques, era l'unica figlia del Conte di Comminges, visconte di Marsan e Contessa di Bigorre, Bernardo e della viscontessa di Marsan e Contessa di Bigorre, Beatrice III, che ancora secondo la La Vasconie. Tables Généalogiques, era l'unica figlia del Conte di Bigorre e visconte di Marsan, Centullo III, e della moglie, Matella di Baux (1125 - 1175), figlia di Raimondo I di Baux, italianizzato in Raimondo I del Balzo, 4° signore di Les Baux, e di Stefanetta di Provenza, sorella minore di Dolce di Carlat, e figlia del visconte di Millau, di Gévaudan, e di Carlat, Gilberto I di Gévaudan e della Contessa di Provenza, Gerberga (come ci viene confermato dalle Note dell'Histoire Générale de Languedoc, Tome II).

Giordano di Chabanais era figlio del signore di Chabanais, Guglielmo Eschivat di Chabanais e della moglie, di cui non si conoscono né il nome né gli ascendenti.

## Biografia
Verso il 1247, Laura rimase orfana di padre, e la madre, Alice, in quello stesso anno, si sposò, in seconde nozze, col signore di Champignelles, Rodolfo di Courtenay, figlio del signore di Châteaurenard, Roberto di Courtenay e della seconda moglie, Mahaut de Mehun.
Nel 1251, prima di morire, sua nonna, Petronilla redasse un testamento, come riportato dal Procès pour la possession du comté de Bigorre (1254-1503).
Petronilla morì, in quello stesso anno, nel Monastero d'Escala-Dieu, a Banheras de Bigorra., lasciando la contea di Bigorre al figlio di Alice, Eschivat e la viscontea di Marsan all'altra figlia, Mathe.
Sua madre, Alice, succedette alla madre, nella Contea di Bigorre, in quanto tutrice di Eschivat.
Nel 1254, nacque la sua sorellastra, Matilde di Courtenay, figlia di Alice e Rodolfo di Courtenay.
Sua madre, Alice, governò per pochi anni in quanto morì, nel 1255, e le succedette suo fratello, Eschivat, che nel documento n° III delle Pièces justificatives. Procès pour la possession du comté de Bigorre (1254-1503), viene riconosciuto come conte di Bigorre, dagli zii, Mathe († 1273), viscontessa di Marsan, sorellastra di sua madre, Alice, ed il marito, il visconte di Béarn, Gastone VII.
Eschivat, nel 1258, garantì la successione, al suo prozio (fratello del nonno Guido), il conte di Leicester, Simone V di Montfort, come da documenti n° IV, V, VI e VII del Procès pour la possession du comté de Bigorre (1254-1503); e la confermò, nel 1261, assieme al fratello, Giordano.
Eschivat, nel 1276, donò metà della contea alla sorellastra, Matilde di Courtenay, come da documento n° X del Procès pour la possession du comté de Bigorre (1254-1503).
Prima di morire, Eschivat, nel 1283, come conferma il libro primo della storia della Turenna, aveva nominato erede la sorella Laura, viscontessa consorte di Turenna.
Eschivat morì nell'agosto 1283; la Chroniques de Saint-Martial de Limoges riporta che morì in Navarra, a causa della febbre Echivatus comes Bigorre et dominus de Cabanisio moritur in expeditione Navarrae, correptus a febribus, e gli succedette la sorella Laura succedit ei domina Lora, soror sua.

Alla morte di Eschivat, il visconte di Béarn, Gastone VII († 1290) rivendicò la contea in nome della figlia, la viscontessa di Marsan, Costanza di Moncada († 1310), come da lettera del primo settembre 1283, riportata nella Histoire de la Gascogne depuis les temps les plus reculés jusqu'à nos jours. Tome 6.
Alla morte del conte Simone V di Montfort, nel 1265 la moglie, Eleonora, vedi documento n° VIII, ed il figlio, Simone V di Montfort, vedi documento n° IX, avevano ceduto la successione nella Bigorre al re di Navarra Enrico I, a cui era succeduta la figlia, Giovanna I; dato che, dopo la morte di Eschivat vi erano state numerose vertenze accompagnate anche da fatti d'arme, sino a che la regina, Giovanna I, nel 1297, impose un arbitrato, come da documento n° XII del Procès pour la possession du comté de Bigorre (1254-1503), che portò, nel 1298, alla divisione della contea tra Laura e Matilde, come da documento n° XIII del Procès pour la possession du comté de Bigorre (1254-1503).
Infine, nel 1302, il marito di Giovanna I, Filippo I, che era anche re di Francia (Filippo IV il Bello) acquisì la contea al regno di Navarra, come da documenti n° XIV, XV e XVI del Procès pour la possession du comté de Bigorre (1254-1503).
Laura, dopo aver persola contea, si ritirò in Turenna, dove, nel 1304 divenne la tutrice di Margherita, figlia del suo figliastro, Raimondo VII di Turenna.
Laura morì nel 1316.

## Matrimoni e discendenza
Laura aveva sposato un membro della famiglia Rochechouart oppure Rochefoucauld, di cui non si conosce il nome.

Laura al marito diede tre figli:
- Amalrico,  citato nel Procès pour la possession du comté de Bigorre (1254-1503)[26],
- Giovanni
- Letizia, che sposò il visconte di Turenna, Raimondo VII[24].

Dopo essere rimasta vedova, Laura, nel 1283 circa, si sposò, in seconde nozze, con il visconte di Turenna, Raimondo VI, al quale non diede figli.

### Fonti primarie
- (LA)  Chroniques de Saint-Martial de Limoges.
- (LA)  Histoire de la Gascogne depuis les temps les plus reculés jusqu'à nos jours. Tome 6.
- (FR)  Histoire généalogique de la maison d'Auvergne et de Turenne.
- (OC, FR)  Chroniques romanes des comtes de Foix.

### Letteratura storiografica
- (FR)  LA VASCONIE.
- (FR)  Histoire générale de Languedoc, Notes, tomus II.
- (LA)  (FR)  Procès pour la possession du comté de Bigorre (1254-1503).